# 연애삼매

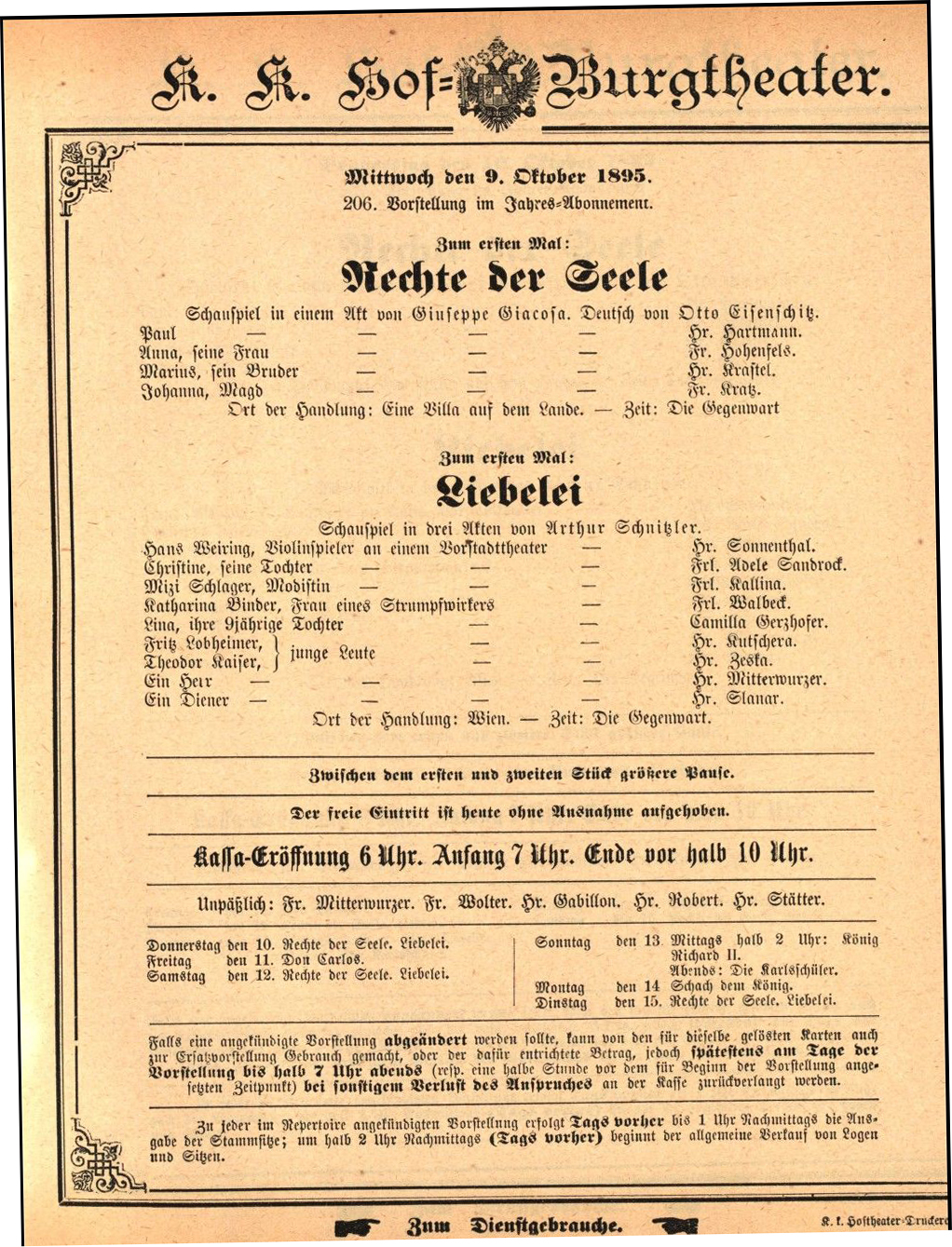

《연애삼매》(독일어: Liebelei, 1895년)는 아르투어 슈니츨러의 희곡이다.
<아나톨>의 호평으로 작가로서 출발을 본 그로 하여금 더욱 결정적으로 그 지위를 굳히게 한 것이 2년 후에 뒤이어 발표된 3막으로 된 이 희곡이다. 주인공인 프리츠는 역시 빈의 기질(氣質)을 나타내고 있는데 이것은 작가 자신의 기질이기도 하여 ‘상냥한 우울형’이라 불리었다. 한편 노리개로 사랑의 상대가 되었던 크리슈티네는 프리츠가 다른 여인 때문에 결투하다 죽은 것을 슬퍼하여 그의 뒤를 좇으니 이것을 가리켜 ‘가련한 소녀’형이라 하며 작자가 묘사한 독특한 여성 타입이다. 이것은 ‘젊은 빈’을 대표하는 작품의 하나이다.